# Tenson-jinja
Le Tenson-jinja (天孫神社) est un sanctuaire shinto situé à Ōtsu, préfecture de Shiga au Japon. il est établi en 782 et purifié par l'empereur Heizei en 806.

## Kamis vénérés
- Hikohohodemi
- Ōkuninushi
- Kunitokotachi
- Tarashinakatsuhiko

## Référence
- (en) Cet article est partiellement ou en totalité issu de l’article de Wikipédia en anglais intitulé « Tenson Shrine » (voir la liste des auteurs).